# Roadkill Extravaganza
Roadkill Extravaganza er den anden musikvideo og første film fra det norske black metal-band Satyricon.
Den er både udgivet på dvd og vhs. Videoen blev optaget under Satyricons turné i 2000 og består af klip fra deres koncertoptrædender, backstage m.m. Filmen blev ikke ordentlig klippet sammen og gennemført med sammenhæng, fordi den var specielt tilegnet bandets fans. Den er 2 timer og 10 minutter lang og beskriver bandets liv fra januar til juli 2000. Pigen på forsiden af omslaget er Elizabeth Engebretsen.

## Bands og musikere som medvirker i filmen
- Crazy Italians
- Cronos
- Dan Eggen
- Darkthrone
- Don't Mention the War
- Drunkenness
- Emperor
- European Gardens
- Faust
- Goth Advertisements
- Immortal
- Pantera
- Ring-girls
- Satyricon
- Shane Embury
- Sportscars
- Sunny Schweinburger
- Testdrive Section